# ジミー・コンラッド
ジミー・コンラッド（Jimmy Conrad 、1977年2月12日 - ）は、アメリカ合衆国・カリフォルニア州アルカディア出身の元プロサッカー選手。元サッカーアメリカ合衆国代表。現役時代のポジションはDF。

## 経歴
2005年7月に2005 CONCACAFゴールドカップでアメリカ代表デビュー、全6試合に出場し優勝した。2006 FIFAワールドカップのメンバーにも選出、2試合に出場した。その後、コパ・アメリカ2007、2009 CONCACAFゴールドカップにも出場した。2010年までに28試合に出場、1得点をあげた。

## 所属クラブ
ユース
- サンディエゴ州立大学 1994-1995
- カリフォルニア大学ロサンゼルス校 1996-1997

プロ
- サンディエゴ・フラッシュ 1998
- サンノゼ・アースクエイクス 1999-2002

→ サンフランシスコ・ベイ・シールズ 1999 (loan)
→ MLSプロ40 1999 (loan)
→ レフ・ポズナン 2000 (loan)
- カンザスシティ・ウィザーズ 2003-2010
- チーヴァスUSA 2011

## 代表歴

### 出場大会
- アメリカ代表
  - 2006 FIFAワールドカップ

### 試合数
- 国際Aマッチ 28試合 1得点（2005年-2010年）[1]

| アメリカ代表 | 国際Aマッチ | 国際Aマッチ |
| 年           | 出場        | 得点        |
| ------------ | ----------- | ----------- |
| 2005         | 8           | 0           |
| 2006         | 9           | 0           |
| 2007         | 6           | 1           |
| 2008         | 1           | 0           |
| 2009         | 3           | 0           |
| 2010         | 1           | 0           |
| 通算         | 28          | 1           |

## タイトル

### クラブ
カリフォルニア大学ロサンゼルス校
- NCAA男子ディビジョンIサッカーチャンピオンシップ: 1997

### 代表
- CONCACAFゴールドカップ: 2005

### 個人
- MLSベストイレブン: 2004, 2005, 2006, 2008